# Rydebäck
Rydebäck – miejscowość (tätort) w Szwecji, w regionie administracyjnym (län) Skania, w gminie Helsingborg.
Według danych Szwedzkiego Urzędu Statystycznego liczba ludności wyniosła: 5904 (31 grudnia 2015), 6433 (31 grudnia 2018) i 6428 (31 grudnia 2019).